# Abu Ali al-Anbari
Abd al-Rahman Mustafa al-Qaduli (em árabe: مصطفى القادولي‎), também conhecido como Abu Ala al-Afri (Mossul, 1957/1959 – Tal Afar, 25 de março de 2016) foi o vice-líder do Estado Islâmico. Acredita-se que ele tenha chegado a esta posição após Abu Bakr al-Baghdadi ferir-se severamente durante um ataque aéreo, deixando-o incapaz de manter a liderança direta do grupo.
Abu Ali al-Anbari é um nome de guerra para o governador do braço sírio Estado Islâmico. Considerado o ISIL segundo-em-comando (juntamente com o seu homólogo muçulmano Abu al-Turkmani ( †), que detinha uma posição semelhante no Iraque), ele desempenha um papel político de supervisionar os conselhos locais e atua como uma espécie de emissário político. Seu papel militar inclui dirigir as operações contra os dois outros rebeldes sírios que se opõem ao presidente Bashar al-Assad, os curdos e o próprio governo sírio.
O papel da Al-Anbari dentro do EI ficou claro depois de uma invasão no ano passado na casa de outra figura do EI, Abu Abdulrahman al-Bilawi, chefe militar de militantes de Al-Baghdadi para o território iraquiano. Cartões de memória encontrado durante a incursão, em que al-Bilawi foi morto, identificado al-Anbari como chefe de todas as operações do EI, sejam elas militares ou não-militares na Síria.
Al Qaduli entrou na Al Qaeda do Iraque em 2004, sendo o "número dois" do líder da organização, Abu Musab al Zarqawi. Em maio de 2014 foi designado como terrorista pelo governo americano. Ele era um dos quatro líderes do Estado Islâmico considerados como "chave" pelos EUA. Em 25 de março de 2016 o governo dos EUA comunicou que eliminou Al Qaduli após uma ofensiva na Síria.